# Auxențiu Mureșan
Auxențiu Mureșan (n. 1852, Enciu, județul Bistrița-Năsăud – d. 1932) a fost un deputat în Marea Adunare Națională de la Alba Iulia, organismul legislativ reprezentativ al „tuturor românilor din Transilvania, Banat și Țara Ungurească”, cel care a adoptat hotărârea privind Unirea Transilvaniei cu România, la 1 decembrie 1918 :p. 113 .

## Biografie
A urmat Teologia, fiind hirotonit în 1877. A funcționat ca preot greco-catolic în Sântioana, Imbuz și Sava, devenind protopop al Protopopiatului Sic și arhidiacon onorar :p. 113.

## Activitatea politică
Ca deputat în Adunarea Națională din 1 decembrie 1918 a fost delegat al Protopopiatului Greco-Catolic Sic :p. 113. 	